# ネパール標準時
ネパール標準時（英語: Nepal Standard Time、NPT）は、ネパールで使用されている標準時である。時間帯はUTC+5:45となっている。夏時間は実施されていない。
45分という中途半端な時差となっているのは、ヒマラヤ山脈の山・ガウリシャンカールを通る子午線を基準としているためである。
このような45分差の時間帯を使用している地域はネパールの他にニュージーランドのチャタム諸島（UTC+12:45）がある。

## IANA time zone database
IANA time zone databaseのzone.tabには、ネパールの標準時が1つ含まれている。
| 国コード | 座標        | TZ             | 注釈 | 協定世界時との差 | 夏時間 | 備考 |
| -------- | ----------- | -------------- | ---- | ---------------- | ------ | ---- |
| NP       | +2743+08519 | Asia/Kathmandu |      | +05:45           | +05:45 |      |